# أسكندري برميون (لوداب)
أسکندري برمیون (بالفارسية: اسکندری برمیون) هي قرية تقع في إيران في قسم لوداب الريفي. يقدر عدد سكانها بـ 52 نسمة .